# 1899 في الجزائر
الأحداث من عام 1899 في الجزائر.

## الحكم
- .الإحتلال الفرنسي

## الأحداث
- 28 ديسمبر – الجيش الفرنسي يستولي على عين صالح وسط الصحراء الجزائرية.[1]

## المواليد
- 25 يناير – أحمد بوشمال – عالم ومصلح ومقاوم جزائري[2] –توفي 13 سبتمبر 1958
- 21 أبريل – إبراهيم بن عمر بيوض – مفكر ومصلح إباضي جزائري – توفي 14 يناير 1981
- 24 أغسطس – فرحات عباس – زعيم وطني ورجل سياسي جزائري، مؤسس الاتحاد الديمقراطي للبيان الجزائري، عضو جبهة التحرير الوطني إبان حرب التحرير الجزائرية، أول رئيس للحكومة الجزائرية المؤقتة للجمهورية الجزائرية من 1958 إلى 1961، تم انتخابه عند استقلال الجزائر رئيسا للمجلس الوطني التشريعي – توفي 23 ديسمبر 1985.
- 1 نوفمبر– أحمد توفيق المدني – عالم، مؤرخ، وزير جزائري – توفي بالجزائر العاصمة يوم 12 محرم 1404 هـ / 18 أكتوبر 1983م.[3]